# Vinica (Chorwacja)
Vinica – wieś w Chorwacji, w żupanii varażdińskiej, w gminie Vinica. W 2011 roku liczyła 1075 mieszkańców.